# Oonops floridanus
Oonops floridanus is een spinnensoort in de taxonomische indeling van de Dwergcelspinnen (Oonopidae).
Het dier behoort tot het geslacht Oonops. De wetenschappelijke naam van de soort werd voor het eerst geldig gepubliceerd in 1935 door Ralph Vary Chamberlin & Ivie.